# باز شنايدر
باز شنايدر (بالإنجليزية: Buzz Schneider)‏ هو لاعب هوكي جليد أمريكي، ولد في 14 سبتمبر 1954 في غراند رابيدز في الولايات المتحدة.

## وصلات خارجية
- باز شنايدر على موقع EliteProspects.com (الإنجليزية)
- باز شنايدر على موقع HockeyDB.com (الإنجليزية)
- باز شنايدر على موقع أوليمبيديا (الإنجليزية)